# Élections générales portoricaines de 1940
Les élections générales s'organisent à Porto Rico le 5 novembre 1940 dans le but d'élire les membres de la chambre des représentants et les sénateurs. Il n'y a pas de majorité absolue, l'Union républicaine et le Parti populaire démocrate obtiennent le même nombre de sièges. Le parti socialiste, arrivé en troisième position, s'allie avec l'Union républicain afin de l'aider à obtenir une majorité. 

## Résultats
| Parti                     | Représentants | Sénateurs | Total |
| ------------------------- | ------------- | --------- | ----- |
| Parti populaire démocrate | 18            | 10        | 28    |
| Union républicaine        | 18            | 9         | 27    |
| Parti socialiste          | 3             | 0         | 3     |
| Total                     | 39            | 19        | 58    |